# Quirino Salvadores
Quirino Salvadores Crespo (Astorga, 25 de marzo de 1891-Zamora, 14 de septiembre de 1936) fue un metalúrgico y político español.
Tornero fresador desde niño en Zamora, constituyó junto con un socio una empresa metalúrgica en donde trabajó hasta 1931. 
Miembro del Partido Socialista Obrero Español (PSOE), ese año fue elegido concejal del ayuntamiento de Zamora en las elecciones municipales que dieron lugar a la proclamación de la República. Poco después obtuvo al acta de diputado en las Cortes por la circunscripción de Zamora tras las primeras elecciones generales de la República, participando en el congreso extraordinario del PSOE como delegado. Presidió la agrupación socialista zamorana y la Federación Local de Sociedades Obreras durante la República. Aunque se presentó como candidato en las elecciones generales de 1933 y 1936, no salió elegido. Fue detenido por su participación en la Revolución de 1934 y fue miembro del consejo de administración del diario La Mañana y dirigió La Tarde. Tras producirse el golpe de Estado de julio de 1936 que dio lugar a la Guerra Civil, con el rápido triunfo de los sublevados en la provincia fue detenido el 27 de julio y ejecutado mes y medio después.